# WISE 2226+0440
WISE 2226+0440 (= EQ J2226+0440) is een bruine dwerg met een spectraalklasse van T8. De ster bevindt zich 45,0 lichtjaar van de zon.